# Euplexia albinota
Euplexia albinota är en fjärilsart som beskrevs av Moore 1867. Euplexia albinota ingår i släktet Euplexia och familjen nattflyn. Inga underarter finns listade i Catalogue of Life.